# مکس ۲: قهرمان کاخ سفید
مکس ۲: قهرمان کاخ سفید (به انگلیسی: 2: White House Hero) یک فیلم ماجراجویی و خانوادگی آمریکایی که در ۵ می ۲۰۱۷ توسط کمپانی برادران وارنر و سانسوپت اینترتینمنت منتشر شد. که دنباله‌ای بر فیلم مکس (۲۰۱۵) محسوب می‌شود.
فیلم در لوکیشنی در ونکوور، بریتیش کلمبیا و اطراف آن فیلمبرداری شده‌است. فیلم‌برداری اصلی فیلم در ژوئن ۲۰۱۶ آغاز شد و در ۱۳ ژوئیه ۲۰۱۶ به پایان رسید.

## داستان
مکس (سگ وفادار) را به کاخ سفید انتقال می‌دهند در حالی که بوچ سگ سرویس مخفی، در مرخصی زایمان است. او وظیفه محافظت از تی جی که پسر رئیس‌جمهور است را به عهده دارد…

## تولید
- بازیگران مکس ۲ هیچ ارتباطی با فیلم قبلی اصلی ندارند. هیچ بازیگر یا خدمه‌ای در مکس ۲ در قسمت اول ظاهر نمی‌شود، به جز سگی که هر دو با بازی کارلوس بازی می‌کند.
- پس از اتمام فیلم، تصاویری از برخی از روسای جمهور آمریکا در کنار سگ هایشان به ما نشان داده می‌شود.
- انجمن انسان دوستانه آمریکا اقدامات مراقبت از حیوانات را در این فیلم زیر نظر داشت تا به هیچ حیوانی آسیب نرسد.